# 米歇爾·德·蒙田

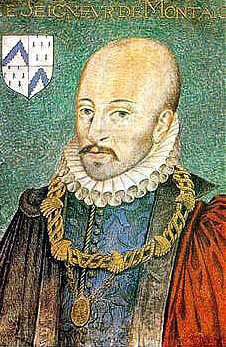
蒙田的肖像與家族紋章

米歇爾·德·蒙田（1533年2月28日—1592年9月13日），其姓又譯蒙泰涅，法國哲學家，活跃于北方文藝復興時期，以《隨筆集》（Essais）三卷留名後世。《隨筆集》在西方文學史上占有重要地位，作者另闢新徑，不避謙疑大談自己，開卷即說：「吾書之素材無他，即吾人也。」（je suis moi-même la matière de mon livre.）

## 生平

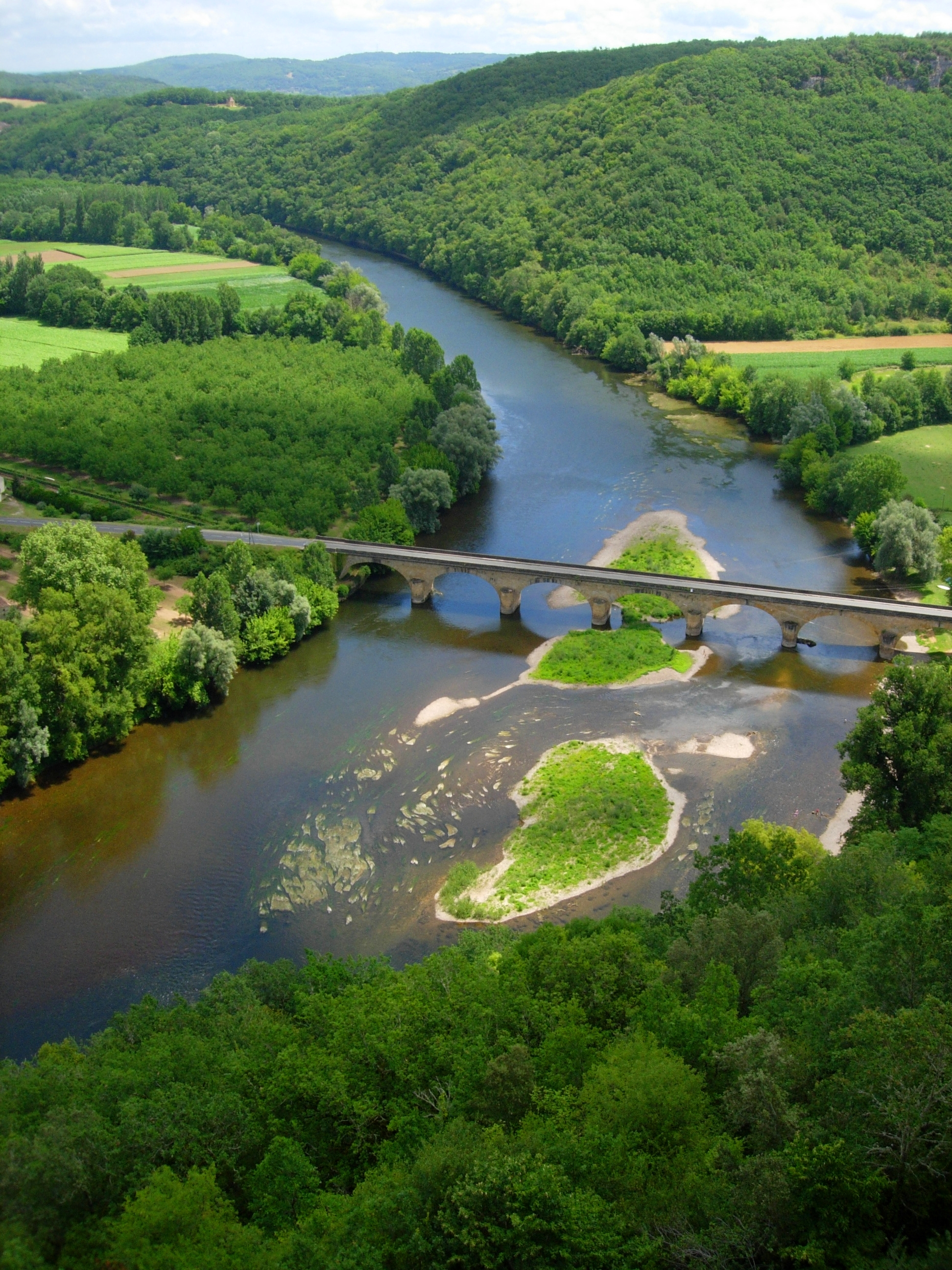
蒙田堡附近的多爾多涅河

蒙田生於波爾多附近的佩里戈爾（現在的多爾多涅省），為家中長子。家族為殷實商人，從事魚、酒的國際貿易。家中信奉天主教，蒙田一生堅持舊教信仰，但有幾個弟妹後改奉新教。其父在意大利當過兵，吸收了一些新穎的教育思想。六歲以前寄宿在農村家庭，以農民夫婦為教父母，並由教師以全拉丁文教學的方式教導，因此拉丁文為其母語。少年時代，在吉耶訥學院（Collège de Guyenne）習希臘文、法文、修辭術，因拉丁語流利，多在拉丁劇中擔任主角；後來到圖盧茲（一說巴黎）習法律。
1557年起蒙田在波爾多最高法院（Parlement de Bordeaux）任職，並認識博埃希（Étienne de la Boétie），成為莫逆。1561年至1563年在查理九世的宮廷出入。1563年博埃希離世，大受打擊。1565年成婚，兒女多夭折，唯一女長成。1568年父親離世，襲其封號與領地，成一家之主。1571年起退居蒙田堡（Château de Montaigne），潛心寫作。
宗教內戰期間，蒙田為舊教的亨利三世和新教的納瓦拉的亨利居間調停。1578年起為腎石所困擾，1580年至1581年遊法國、德國、奧地利、瑞士、意大利等地，散心之餘，尋找療法。回國後出任波爾多市長直至1585年，並繼續增修《隨筆集》。59歲病逝於蒙田堡。

## 作品

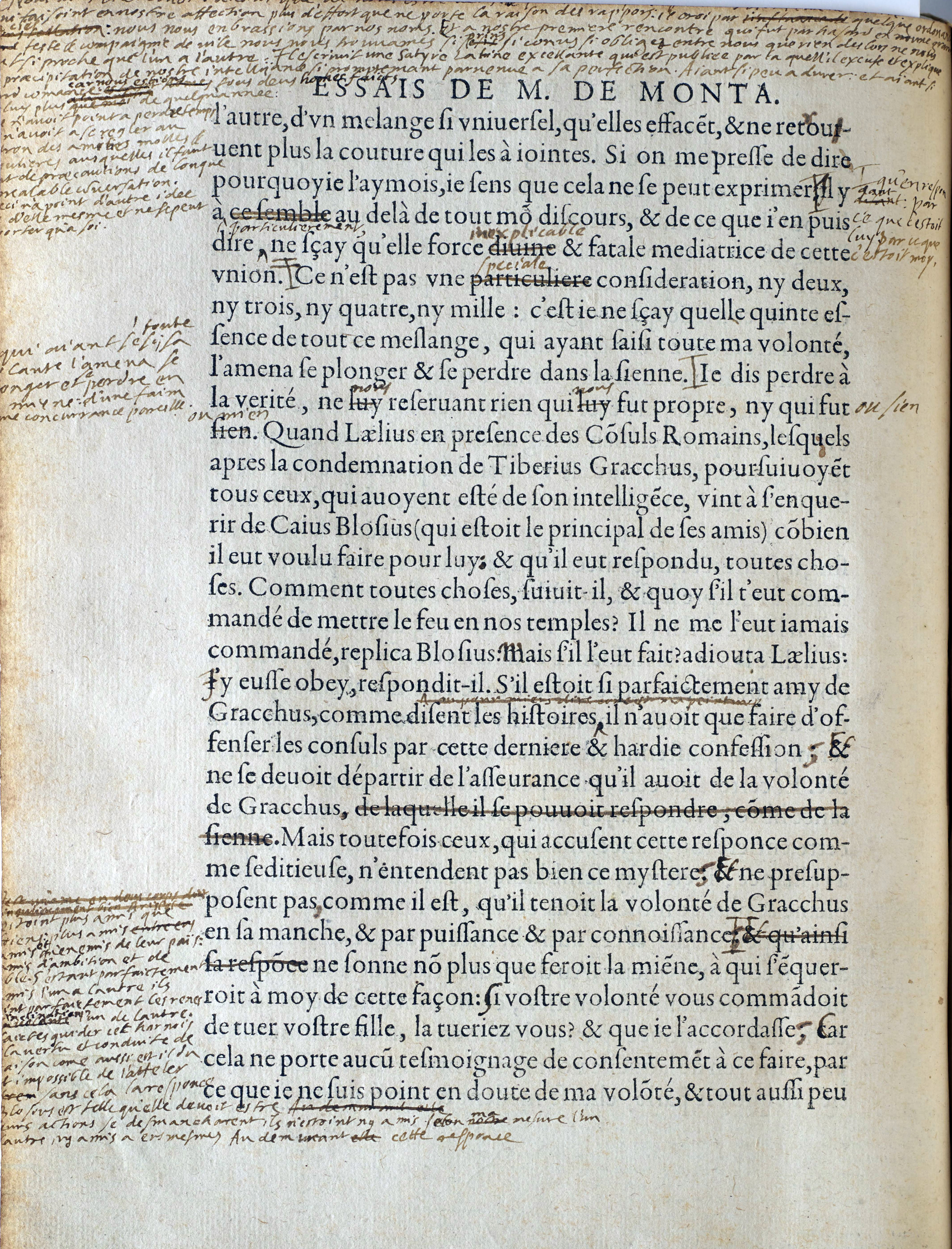
蒙田親自校改的《隨筆集》，圖為卷一第28章《論友誼》（"De l'Amitié"）的部分，注意右上方用紅筆加上去的是蒙田論友誼的名句：「因為是他；因為是我。」(Parce que c'était lui ; parce que c'était moi)

為完成父親的遺願，蒙田將西班牙神父兼醫生塞朋德(Raymond Seybond)的著作《自然神學》（Theologia naturalis）由拉丁文譯成法文。1564年該書的序文被教會列為禁書，但蒙田將序文部分大幅修改，譯本也在1569年順利出版，後來被多次翻印。
蒙田的首兩卷《隨筆集》在1580年出版，三卷版付梓於1588年，死前蒙田還在病榻上增訂該書。學者習慣將蒙田的思想分為三個階段（儘管未必準確）：斯多噶時期（1572─74年）、懷疑主義危機（1576年）、伊壁鳩魯時期（1578-92年）。三個階段的思想也粗略反映在三卷《隨筆集》中，卷二的〈為塞朋德辯護〉（Apologie de Raymond Sebond）一文，被認為代表了蒙田的懷疑主義思想，該篇也是《隨筆集》裡最長的一篇（後世很多出版商將這一篇獨立成書）。 
後人也將蒙田的《旅遊日誌》（Journal de voyage）和書信（現存39封）整理、出版。

## 評價
- 愛默生在日記中提到《隨筆集》：「剖開這些字，會有血流出來；那是有血管的活體。」 (Cut these words, and they would bleed; they are vascular and alive.)[6]
- 尼采談到蒙田：「世人對生活的熱情，由於這樣一個人的寫作而大大提高了。」 (Dass ein solcher Mensch geschrieben hat, dadurch ist wahrlich die Lust auf dieser Erde zu leben vermehrt worden.)[7]

## 外部連結
- （法文） 《隨筆集》原文（可以用關鍵字來搜尋） （页面存档备份，存于）
- （法文） 蒙田之友國際學會的網站
- （法文） 蒙田堡的旅遊網站 （页面存档备份，存于）
- （英文） 圖集：蒙田堡、蒙田的書房、墓地，留意刻在書房梁柱上的拉丁箴言 （页面存档备份，存于）
- （法文） Montaigne by Sollers （页面存档备份，存于）